# Solanáceas

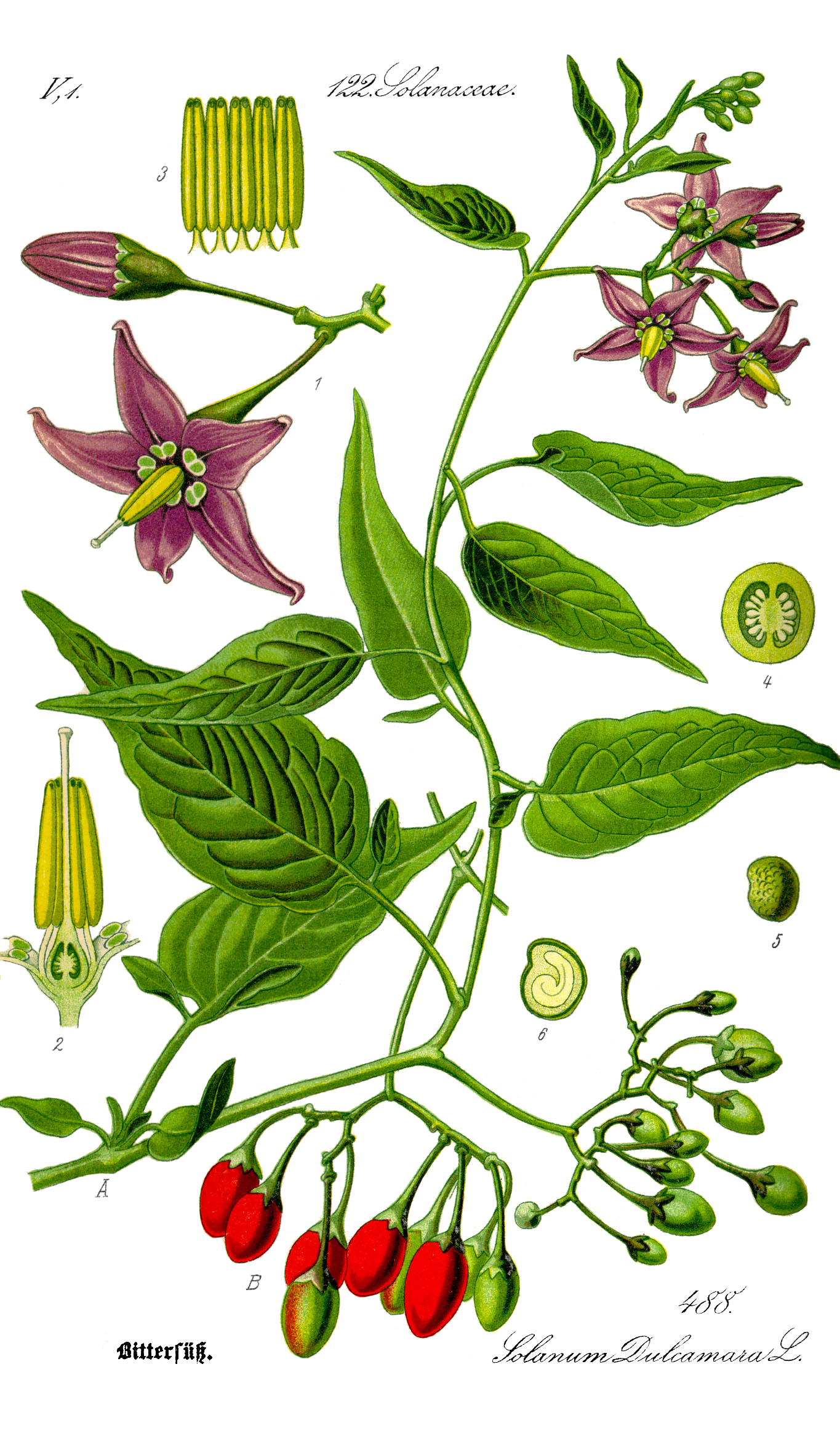
Solanum dulcamara: 1.- Flor, 2.- Flor em corte longitudinal, sem as pétalas; 3.- Androceu; 4.- Ovário, em corte transversal; 5.- Semente em vista superficial; 6.- Semente em corte transversal, com o embrião curvo rodeado de endosperma; A.- Ramo com folhas e flores; B.- Pedúnculo com frutos imaturos e maduros.

Solanaceae Juss., 1789, ou Solanáceas são uma família de plantas com flor do grupo das dicotiledóneas, com espécies herbáceas e outras lenhosas, em geral com folhas alternas, simples e sem estípulas, pertencente à ordem Solanales. Na sua presente circunscrição taxonómica agrupa cerca de 98 géneros e mais de 2700 espécies, com grande diversidade de hábito, morfologia e ecologia. Apresenta distribuição natural do tipo cosmopolita, estando presente em todos os continentes com excepção da Antártida, mas com centro de diversidade na América do Sul e na América Central. Inclui espécies com grande valor económico, como a batata (Solanum tuberosum), o tomate (Solanum lycopersicum), o tabaco (Nicotiana tabacum), os pimentos e pimentões (Capsicum sp.) e ornamentais como Petunia, Schizanthus, Salpiglossis e Datura. Algumas espécies são conhecidas como plantas medicinais, pelos seus efeitos psicotrópicos ou por serem venenosas. A solanáceas incluem vários organismos modelo usados em biologia celular, molecular e genética, entre as quais o tabaco e a petúnia.

## Descrição
Nos primitivos sistemas de classificação, a família Solanaceae pertencia à antiga subclasse Sympetalae. Nos sistemas mais recentes (como por exemplo o sistema APG IV), integra a ordem Solanales, um agrupamento monofilético de angiospérmicas do clado Eudicotyledoneae, as eudicotiledóneas. Recebeu esse nome devido ao género Solanum, o qual com mais de 1000 espécies validamente descritas é o maior dos géneros que integra o grupo. O nome genérico Solanum por sua vez parece ter como etimologia  o termo latino solari - consolar, aliviar -, devido às propriedades narcóticas de algumas espécies das espécies que o integram. Neste clado estão incluídas a  batata  (Solanum tuberosum), o tomate (Solanum lycopersicum) e o tabaco (Nicotiana tabacum), além de outras espécies de grande importância para alimentação humana. Porém, algumas espécies são venenosas. Algumas espécies de Solanaceae são utilizadas como plantas ornamentais, por exemplo, a marianinha (Streptosolen jamesonii) e as petúnias.
Entre as Solanaceae estão presentes as mais variadas formas de vida, entre as quais arbusto, subarbusto, ervas, árvores e trepadeiras. Os membros desta família podem ainda ser plantas aquáticas, epífitas, hemiepífitas, rupícolas ou terrícolas.

### Morfologia
As solanáceas são plantas herbáceas, subarbustos, arbustos, árvores ou lianas que podem ser anuais, bienais ou perenes, erectas ou decumbentes. Numerosas espécies são dotadas de tubérculos subterrâneos. Não apresentam laticíferos, nem látex ou seiva com coloração acentuada. As plantas são frequentemente inodoras mas, em alguns casos são aromáticas ou fétidas, particularmente as folhas.  As raízes são diarcas, com quatro raízes laterais enfileiradas.
Podem presentar una agregação basal ou terminal de folhas ou podem não ter apresentar qualquer destes tipos de filotaxia. As folhas são geralmente alternas ou alternadas a opostas (ou seja, alternas na base da planta e opostas nas proximidades da inflorescência). As folhas podem ser simples, alternas, lobadas ou partidas, sésseis ou  pecioladas,  glabras ou pilosas, sem estípulas ou ainda pareadas ao tronco. Em geral as folhas são pecioladas ou sub-sésseis, raramente sésseis. A lâmina foliar pode ser simples ou composta, neste último caso, podem ser ternadas o pinatífidas. A consistência das folhas pode ser herbácea, coreácea, ou as folhas podem estar transformadas em espinhos. A nervação das folhas é reticulada e estas não apresentam meristema basal. A anatomia foliar mais comum é a presença de lâminas geralmente dorsiventrais, sem cavidades secretoras. Os estomas estão em geral confinados a uma das páginas das folhas, raramente ocorrendo em ambas as faces.
As flores são em geral vistosas, hermafroditas (bissexuais), embora existam espécies monoicas, andromonoicas e dioicas (como por exemplo, algumas espécies dos géneros Solanum e Symonanthus), aclamídeas ou diclamídeas, tetrâmeras, variando de 1 a 20 cm de comprimento. A polinização é entomófila. As flores podem ser solitárias (isoladas), aos pares, ou estar agregadas em inflorescências cimosas, terminais ou axilares, por vezes reduzida a uma única  flor. As flores são de tamanho intermédio, fragantes (como no género Nicotiana), fétidas (como no género Anthocercis) ou inodoras. As flores são actinomorfas ou levemente zigomorfas, raramente marcadamente zigomorfas (como por exemplo, as flores com corola bilabiada do género Schizanthus). As irregularidade na simetria pode dever-se ao androceu, ao perianto ou a ambas estas estruturas. As flores na grande maioria dos casos apresentam um perianto diferenciado em cálice e corola (com 5 sépalas e 5 pétalas, respectivamente), um androceu com 5 estames e dois carpelos unidos, formando um gineceu com ovário súpero, pelo que são em geral classificadas como gamossépalas, pentâmeras e tetracíclicas, com prefloração  valvar ou imbricada. Usualmente apresentam um disco hipógino. O cálice é gamossépalo (já que as sépalas estão unidas entre si formando um tubo), com os 5 (por vezes 4 ou 6) segmentos iguais entre si, pentalobulado, com os lóbulos mais curtos que o tubo, persistente, sendo muito frequentemente acrescente. Alguns géneros possuem cálice inflado quando persiste no fruto. A corola usualmente apresenta 5 pétalas que também se encontram unidos entre si formando um tubo. A corola pode ser campanulada, rotada, infundibuliforme ou tubular, actinomorfa ou levemente  zigomorfa,  gamopétala, tubulosa,  geralmente pentâmera  e  plicada, com  prefloração  valvar, convoluta  ou imbricada. Um disco nectarífero está geralmente presente na base das pétalas.
O androceu apresenta 5 estames (raramente 2, 4 ou 6), livres entre si, opositissépalos (ou seja, alternando com as pétalas), usualmente férteis ou, em alguns casos (como por exemplo nas Salpiglossideae) com estaminódios. Neste último caso, podem apresentar um só estaminódio (como no género Salpiglossis) ou 3 (como em Schizanthus). As anteras podem ser coniventes, tocando-se no extremo superior e formando um anel, ou totalmente livres, dorsifixas ou basifixas, bitecas, com deiscência poricida ou através de pequenas fissuras longitudinais, rimosas ou poricidas. Devido às suas anteras poricidas, requerem polinização por zumbido. O filamento dos estames pode ser filiforme ou aplanado. Os estames podem estar inseridos no interior do tubo corolino ou exertos. A microsporogénese é simultânea, a tétrada de microsporos é tetraédrica ou isobilateral. Os grãos de pólen são bicelulares no momento da deiscência, usualmente aperturados e colpados.
O gineceu é bi-carpelar (raramente 3- ou 5-locular), de ovário súpero, com dois lóculos (bilocular) ou falsamente plurilocular, com muitos óvulos em cada  lóculo. Os lóculos podem estar secundariamente divididos por falsos septos, como no caso dos membros dos grupos Nicandreae e Datureae. O gineceu está situado em posição obliqua em relação ao plano mediano da flor. Apresentam um único estilo um só estigma, este último simples ou bilobado, em forma de escudo (peltado) ou de  cabeça (capitado). Cada lóculo contém de 1 a 50 óvulos anátropos ou hemianátropos de placentação axilar. O desenvolvimento do saco embrionário pode ser do tipo Polygonum ou do tipo Allium. Os núcleos polares do saco embrionário fundem-se após a fertilização. Apresentam 3 antípodas, usualmente efémeras, embora por vezes persistentes, como no caso do género Atropa.
O fruto das solanáceas é geralmente bicarpelar, com uma cápsula  septicida, em forma de baga (como no caso de Solanum), de drupa ou de cápsula. As cápsulas são normalmente septicidas ou, raramente, loculicidas ou valvares. Em  diversos géneros  de  Solanaceae, o número de sementes pode atingir até vinte por fruto, mas em alguns géneros pode atingir 100 sementes, ou até mais, por fruto.
As sementes são usualmente dotadas de endosperma, oleosas (raramente ricas em amidos), sem tricomas conspícuos. A forma varia  de  linear, aplanada, discóide, globosa, oblonga,  elipsóide, reniforme  até poliédrica. Sementes aladas com projecções lineares distais ou circulares ocorrem em algumas espécies.  A  testa da  semente  pode ser  lisa,  levemente estriada  ou ornamentada  variando de reticulada,  foveolada,  estriada, rugosa,  tuberculada a  levemente pontuada,  havendo ainda  combinações entre  estes aspectos.  O tamanho varia  de 0,5 mm  a  10 mm, com um pouco mais de  15 mm  em  algumas espécies.  Quanto à  coloração, sempre  em tons claros de  amarelo, vermelho, acastanhado, acastanhado ou nigrescente. Quando  germina, os cotilédones e a radícula são incumbentes e oblíquos. O embrião, que pode ser recto a curvo, apresentando sempre dois cotilédones.
Os números cromossómicos básicos vão desde x=7 a x=12. Muitas espécies são poliploides.

### Diversidade morfológica das solanáceas
Apesar da existência de um conjunto de característica morfológicas partilhadas pela maioria das espécies, como acima descritas, as solanáceas exibem uma grande variabilidade morfológica, particularmente na morfologia dos órgãos reprodutivos. Exemplos da acentuada diversidade da família são:
- O número de carpelos que formam o gineceu — em geral todas as solanáceas apresentam um gineceu formado por dois carpelos. Não obstante, há géneros com gineceu monocarpelar (Melananthus ), ou com 3 a 4 carpelos como Capsicum, ou com 3 a 5 carpelos, como no caso de Nicandra e de algumas espécies de Jaborosa e de Trianaea. Finalmente, existe pelo menos um caso registado de uma espécie (Iochroma umbellatum) que apresenta gineceus com 4 carpelos;
- O número de lóculos no ovário — usualmente o número de lóculos no ovário é igual ao número de carpelos. Não obstante, há espécies em que esses números não são idênticos devido à existência de falsos septos (paredes internas que subdividem cada lóculo), como por exemplo em Datura e em alguns membros da tribo Lycieae (os géneros Grabowskia e Vassobia);
- Tipos de óvulos e seu número — nas solanáceas os óvulos são, em geral, anátropos. Contudo, há géneros com óvulos anacampilótropos (exemplos nos géneros Phrodus, Grabowskia e Vassobia), hemítropos (Cestrum) ou hemicampilótropos (Capsicum, Schizanthus e Lycium). No que respeita ao número de óvulos por lóculo, em geral são vários, algumas vezes poucos (dois pares em cada lóculo em Grabowskia, um par em cada lóculo em Lycium) e, excepcionalmente, um único óvulo em cada lóculo, como por exemplo, em Melananthus;
- O tipo de fruto — os frutos das solanáceas são na sua grande maioria bagas ou cápsulas (incluindo pixídios) e, com menor frequência, drupas. As bagas são típicas das subfamílias Cestroideae, Solanoideae (com excepção de Datura, Oryctes, Grabowskia e da tribo Hyoscyameae) e da tribo Juanulloideae (com excepção de Markea). As cápsulas são características das subfamílias Cestroideae (com excepção de Cestrum) e Schizanthoideae, das tribos Salpiglossoideae, Anthocercidoideae e do género Datura. A tribo Hyoscyameae apresenta pixídios. As drupas são típicas das tribos Lycieae e Iochrominae.

### Alcaloides

Estrutura dos tropanos.

Estrutura química da solanina.

Estrutura química da nicotina.

Estrutura química da capsaicina.

As solanáceas são um dos agrupamentos taxonómicos mais ricos em alcaloides. Os alcaloides são bases nitrogenadas, produzidas pelas plantas como metabolitos secundários, que apresentam acção fisiológica intensa sobre os animais, mesmo em baixas doses. Entre os alcaloides mais conhecidos figuram aqueles que se encontram nas solanáceas, um grupo de compostos designados por tropanos. As plantas que contêm estas substâncias têm sido utilizadas durante séculos como venenos. Não obstante o seu reconhecido efeito tóxico, muitas destas substâncias apresentam valiosas propriedades farmacêuticas. Muitas espécies de solanáceas são ricas em diversos tipos de alcaloides mais ou menos activos ou venenosos, tais como a escopolamina, a atropina, a hiosciamina e a nicotina. Entre as espécies mais ricas nestes compostos contam-se o meimendro (Hyoscyamus albus), a beladona (Atropa belladonna), o estramónio (Datura stramonium), a mandrágora (Mandragora autumnalis), o tabaco e outras. Alguns dos principais tipos de alcaloides das solanáceas são:
- Solanina — glucoalcaloide tóxico de sabor amargo que corresponde à fórmula elementar C45H73NO15. este composto é formado por um alcaloide, a solanidina, e por uma cadeia lateral de um carboidrato. Ocorre de modo natural em folhas, frutos e tubérculos de várias solanáceas, como por exemplo a batata e o tomate. A sua produção é considerada como uma estratégia adaptativa das plantas como mecanismo de defesa contra a herbivoria. A intoxicação por solanina caracteriza-se por alterações gastrointestinais (diarreia, vómito, dor abdominal) e alterações neurológicas: (alucinações e dor de cabeça). A dose tóxica é de 2 a 5 mg por quilograma de peso corporal. Os sintomas manifestam-se de 8 a 12 horas após a ingestão. A concentração destes glicoalcaloides na batata, por exemplo, varia significativamente dependendo das condições ambientais durante o cultivo, da duração do período de armazenamento e da variedade considerada. O conteúdo de glicoalcaloides, em média, é de 0,075 mg por grama de batata.[8]
- Tropanos — são compostos orgânicos nitrogenados bicíclicos (nomenclatura IUPAC: 8-Metil-8-azabiciclo[3.2.1]octano), de fórmula química elementar C8H15N. Este tipo de alcaloides inclui, entre outros, a atropina e a cocaína. Estes alcaloides ocorrem em várias espécies de solanáceas, como por exemplo a mandrágora (Mandragora autumnalis), o meimendro-negro (Hyoscyamus niger), a beladona (Atropa belladonna) e o estramónio (Datura stramonium). A atropina é a forma racémica da hiosciamina, proveniente da beladona, e é utilizada para dilatar a pupila do olho durante os exames oftalmológicos. O suco das bagas de Atropa belladonna foi utilizado pelas cortesãs italianas durante o Renascimento para exagerar o tamanho dos seus olhos mediante a dilatação das pupilas. A atropina é também um estimulante do sistema nervoso central e é utilizada como tratamento para o envenenamento com gás nervoso ou insecticidas organofosforados. A escopolamina (proveniente de Hyoscyamus muticus e Scopolia atropioides), é outro tropano que se utiliza em pequenas doses para o tratamento de náuseas.[9][10] A escopolamina e a hiosciamina são os alcaloides tropânicos mais amplamente utilizados em farmacologia e medicina devido aos seus efeitos sobre o sistema nervoso parassimpático. Estes alcaloides não podem ser substituídos por nenhuma outra classe de compostos pelo que a procura continua a crescer. Esta é uma das razões para o desenvolvimento de um fértil campo de investigação sobre o metabolismo dos alcaloides, das enzimas envolvidas no seu metabolismo e dos genes que as produzem. A hiosciamina 6-β hidroxilase, por exemplo, é a enzima que catalisa a hidroxilação da hiosciamina que conduz à produção de escopolamina no final da cadeia biossintética dos tropanos. Esta enzima foi isolada e o gene correspondente foi clonado a partir de três espécies: Hyoscyamus niger, Atropa belladonna e Brugmansia × candida.[11][12][13]
- Nicotina — a nicotina (nomenclatura IUPAC (S)-3-(1-metilpirrolidin-2-il) piridina) é um alcaloide que é produzido em altas concentrações pela planta do tabaco (Nicotiana tabacum), mas que também ocorre, embora em menor concentração, em outras espécies de solanáceas como a batata, o tomate, a beringela e o pimento. A sua função nas plantas é actuar como defesa contra a acção dos herbívoros, sendo uma excelente neurotoxina, em particular contra os insectos. Em consequência, a nicotina foi utilizado durante muitos anos como insecticida, sendo o uso substituído actualmente por moléculas sintéticas derivadas da sua estrutura. Em baixas concentrações a nicotina actua como um estimulante para os mamíferos, sendo esta a causa da dependência dos fumadores.
- Capsaicina — a capsaicina (nomenclatura IUPAC 8-metil-N-vanillil-trans-6-nonenamida) é um alcaloide que não está estruturalmente relacionado com a nicotina ou com os tropanos. Ocorre nas espécies do género Capsicum, as quais incluem os populares chiles e habaneros e é o componente activo que determina o sabor picante destas espécies. O composto não é apreciavelmente tóxico para os humanos. Não obstante, estimula receptores específicos da dor na maioria dos mamíferos, especialmente aqueles relacionados com a percepção do calor na mucosa oral e outros tecidos epiteliais. Em contacto com estas mucosas, a capsicina causa uma sensação de ardor não muito diferente de uma queimadura real por fogo.

## Distribuição

Mapa da distribuição natural das solanáceas no mundo (áreas verdes).

Apesar da distribuição natural das solanáceas abranger todos os continentes, com excepção da Antárctida, a maior riqueza de espécies encontra-se na América Central e América do Sul, regiões que corresponde ao centro de diversidade da maior parte dos grupos taxonómicos que integram a ordem Solanales. Plantas com interesse económico como a batata, o tomate ou o tabaco todas têm origem nesta região.
Outros dos centros de diversidade secundários incluem grandes regiões da Austrália e de África.
As solanáceas podem ocupar uma grande variedade de ecossistemas, desde os desertos atá aos bosques tropicais e, frequentemente, ocorrem também entre a vegetação secundária que coloniza áreas perturbadas, assumindo com frequência comportamento ruderal que, no limite, pode levar a que em alguns ambiente sejam espécies invasoras.

## Filogenia e taxonomia

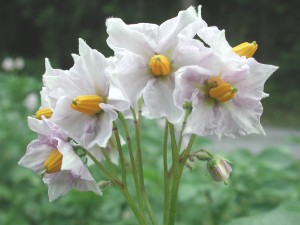
Flores de batateira (Solanum tuberosum).

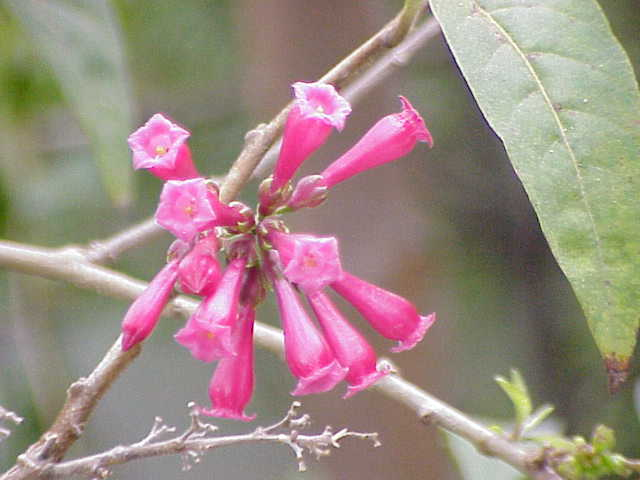
Cestrum elegans, uma cestróidea utilizada como planta ornamental.

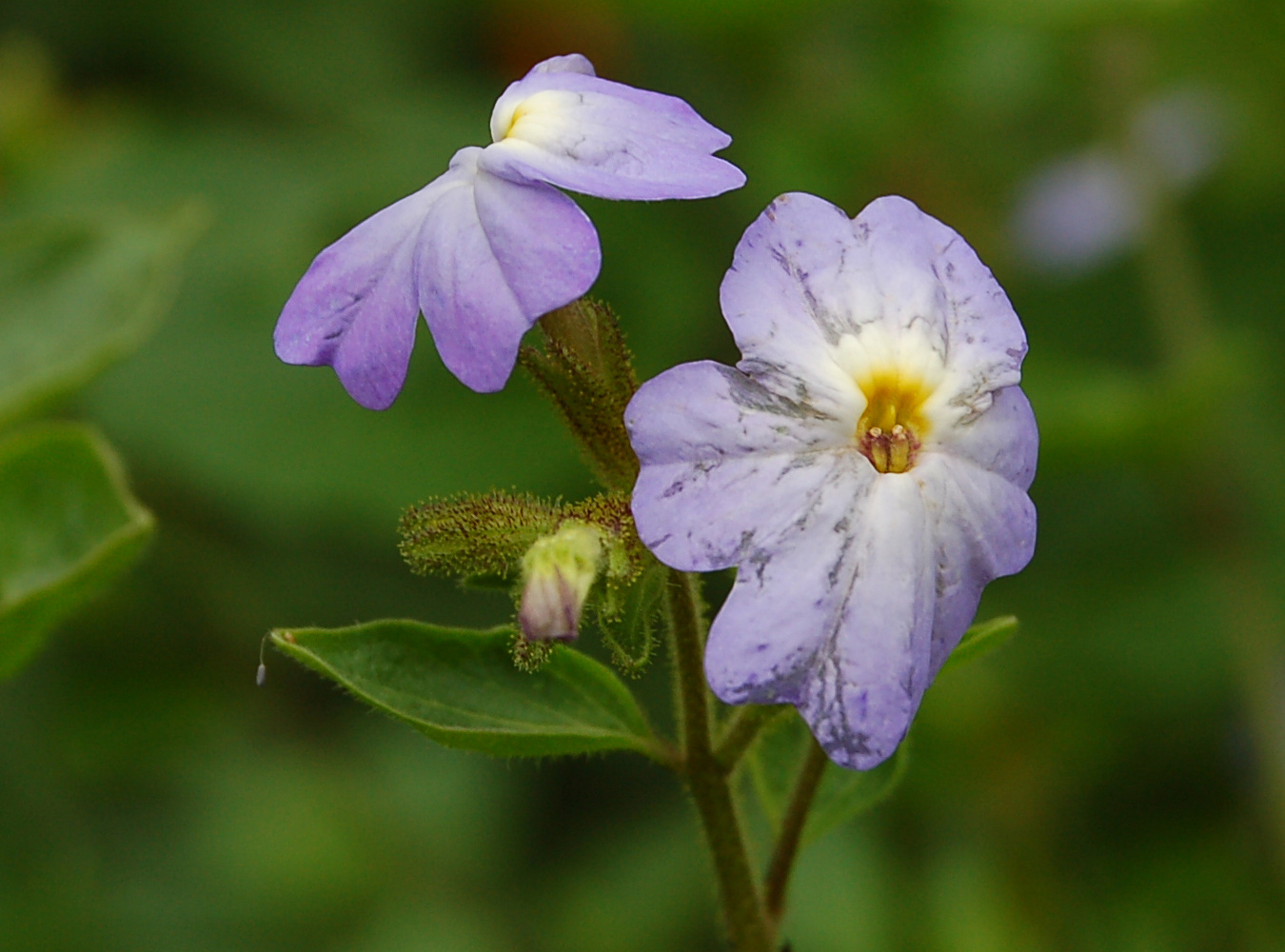
Browallia americana.

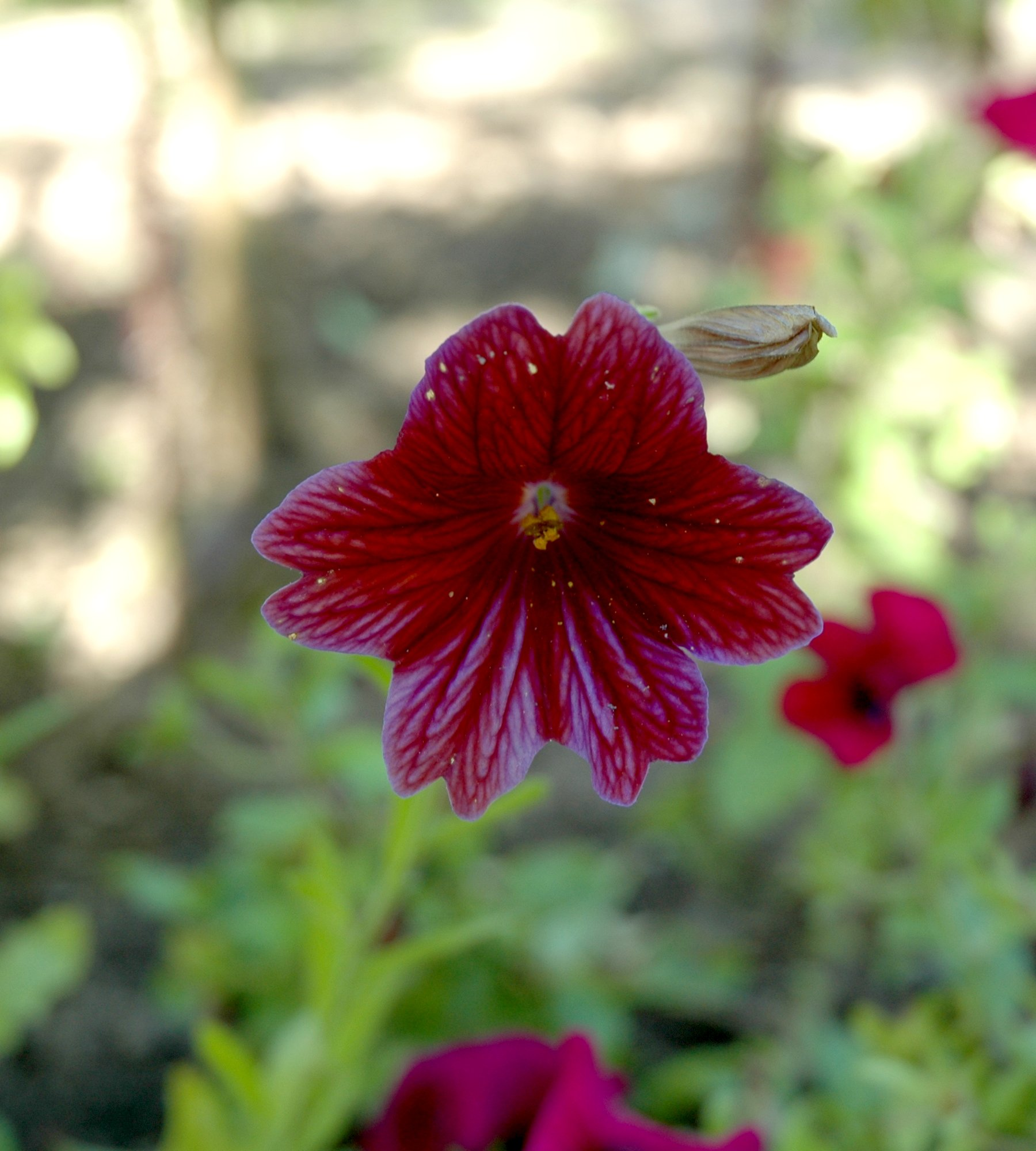
Flor de Salpiglossis sinuata, Jardim Botânico de Jena, Alemanha.

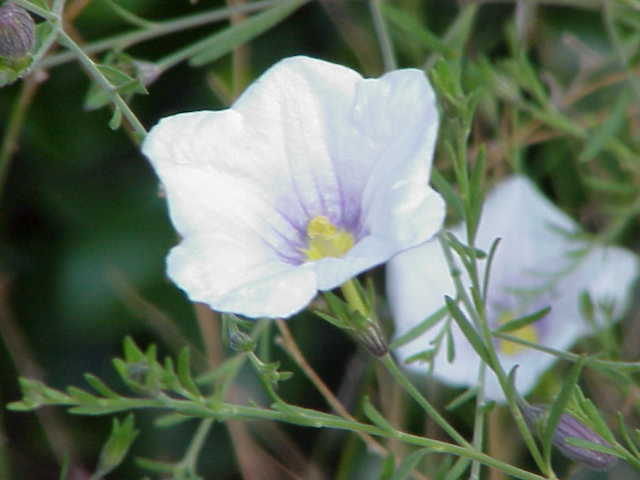
Nierenbergia frutescens, uma petunóidea.

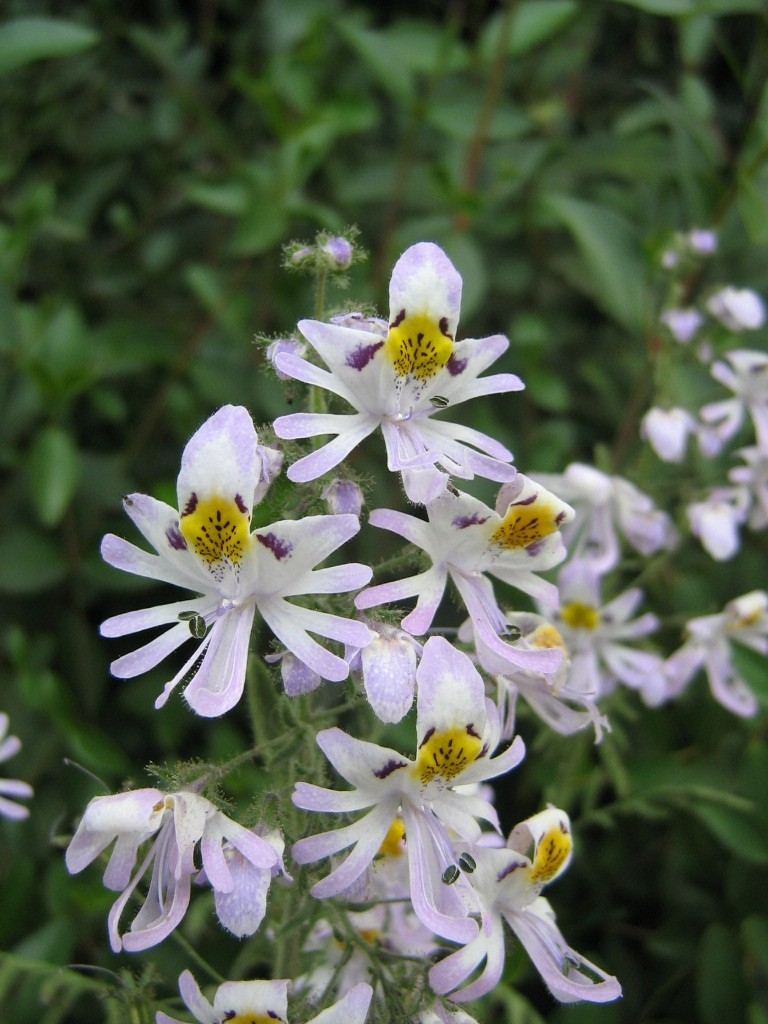
Flores zigomorfas, com corola bilabiada de Schizanthus pinnatus, uma esquizantóidea ornamental.

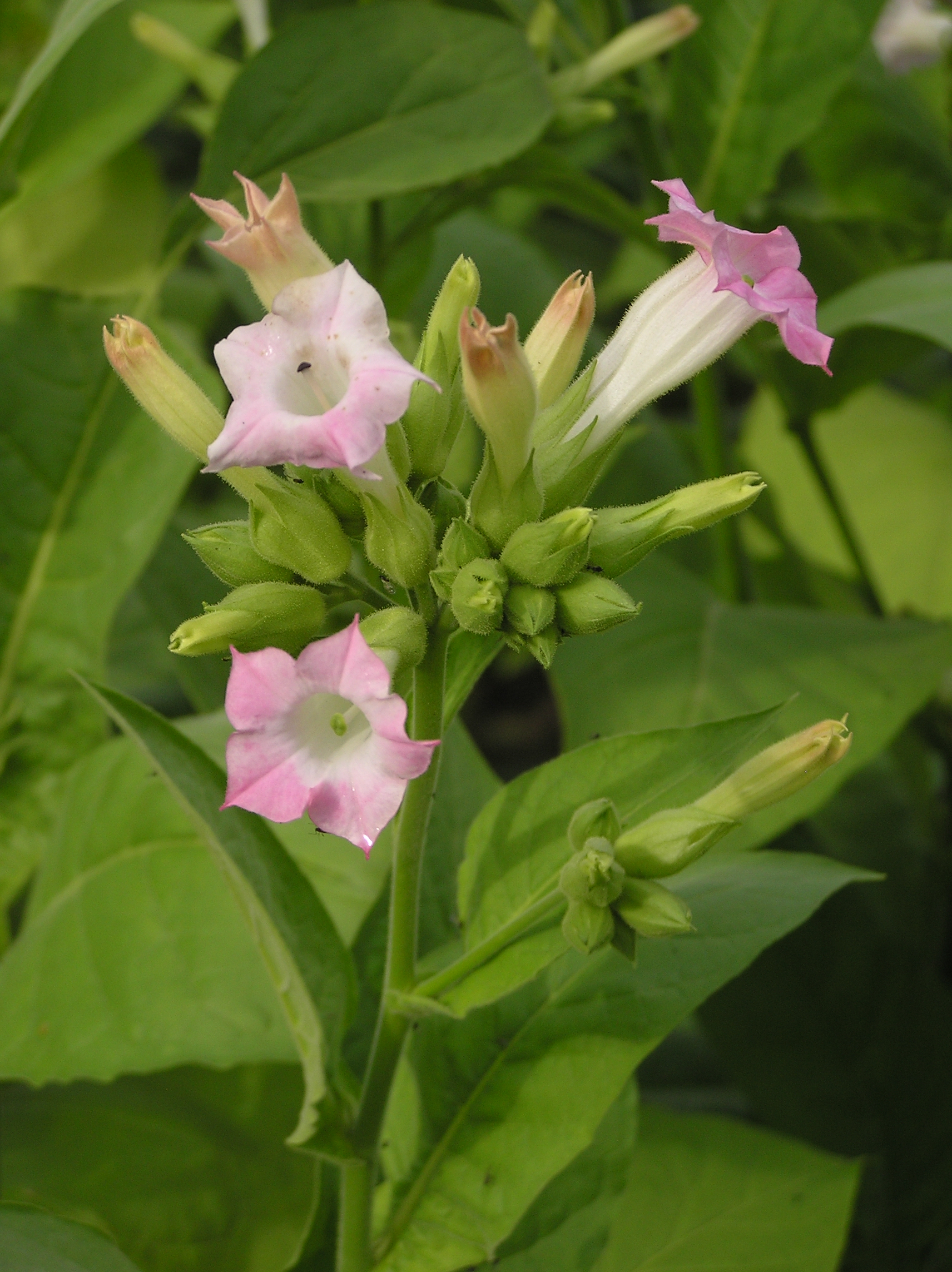
Inflorescência do tabaco, Nicotiana tabacum.

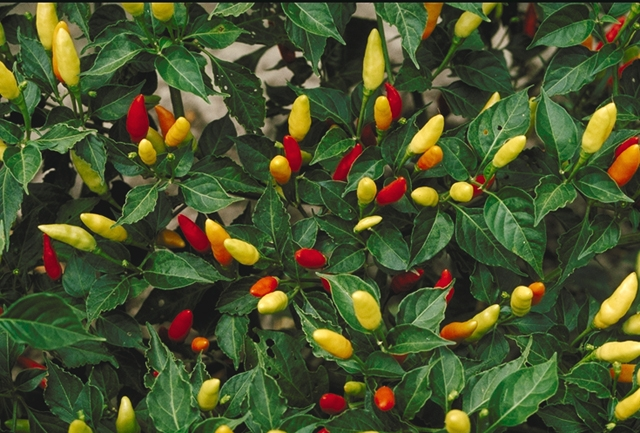
Capsicum frutescens cultivar "tabasco", uma solanóidea.

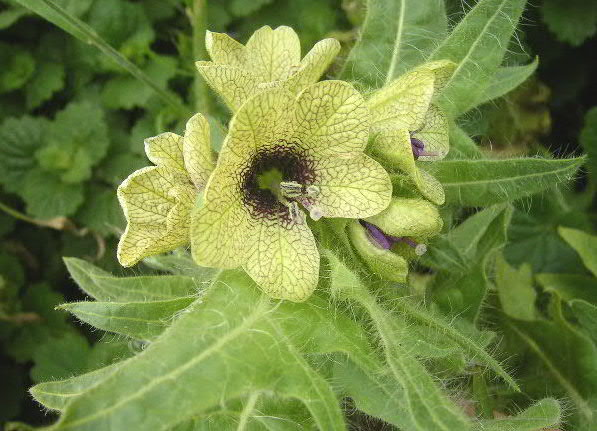
Flor de meimendro (Hyoscyamus niger).

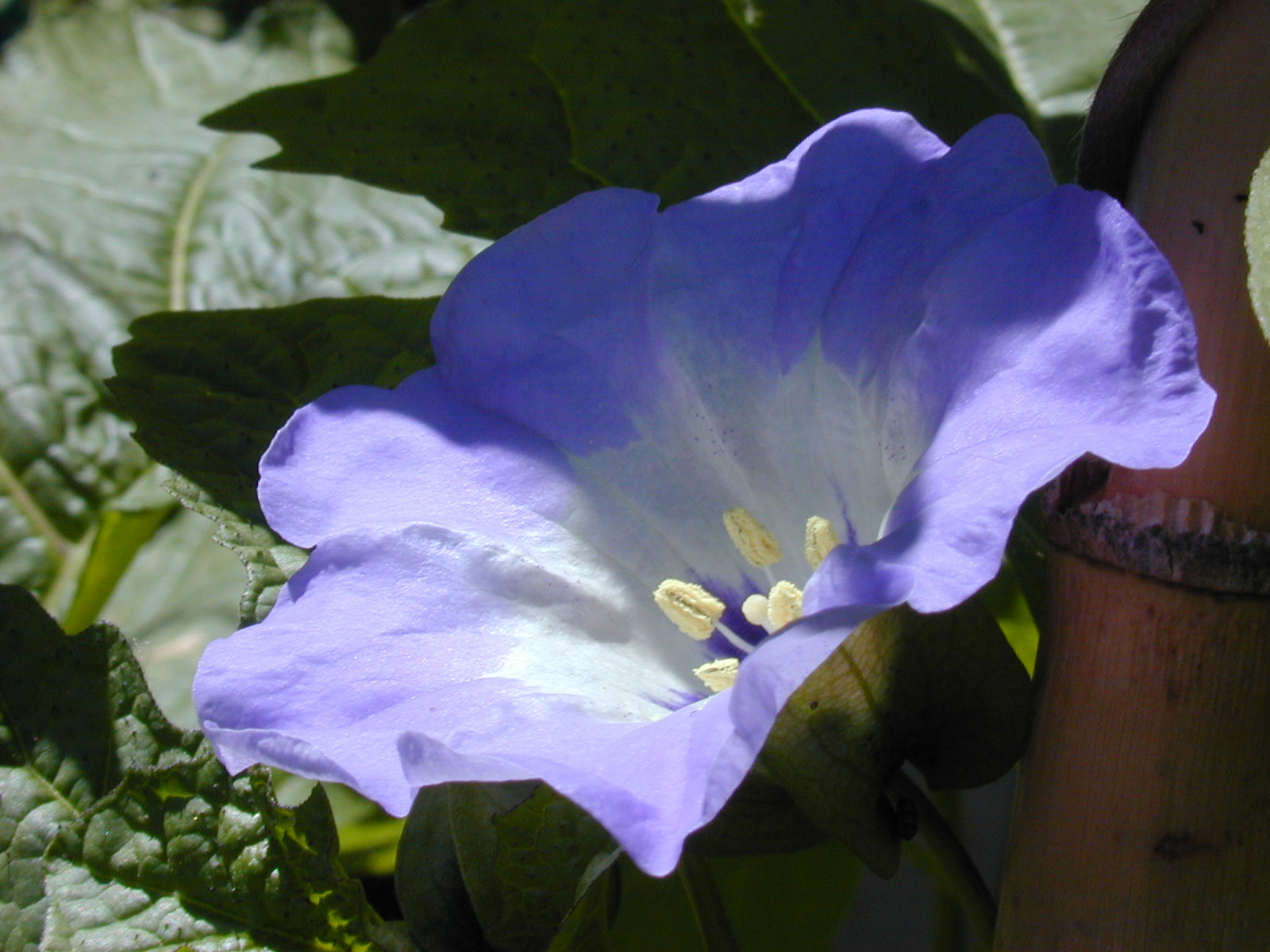
Flor de Nicandra physaloides.

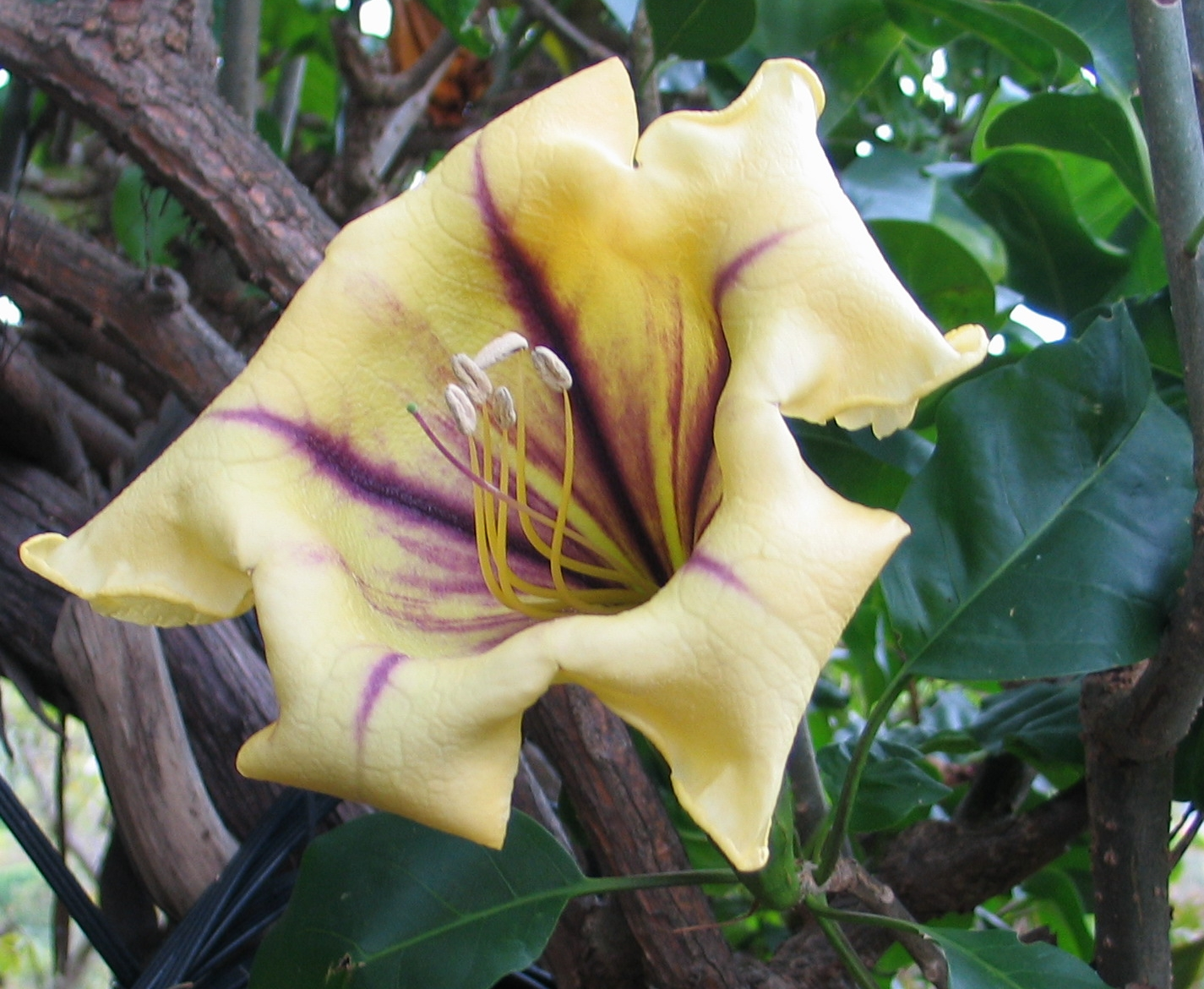
Flor de Solandra maxima.

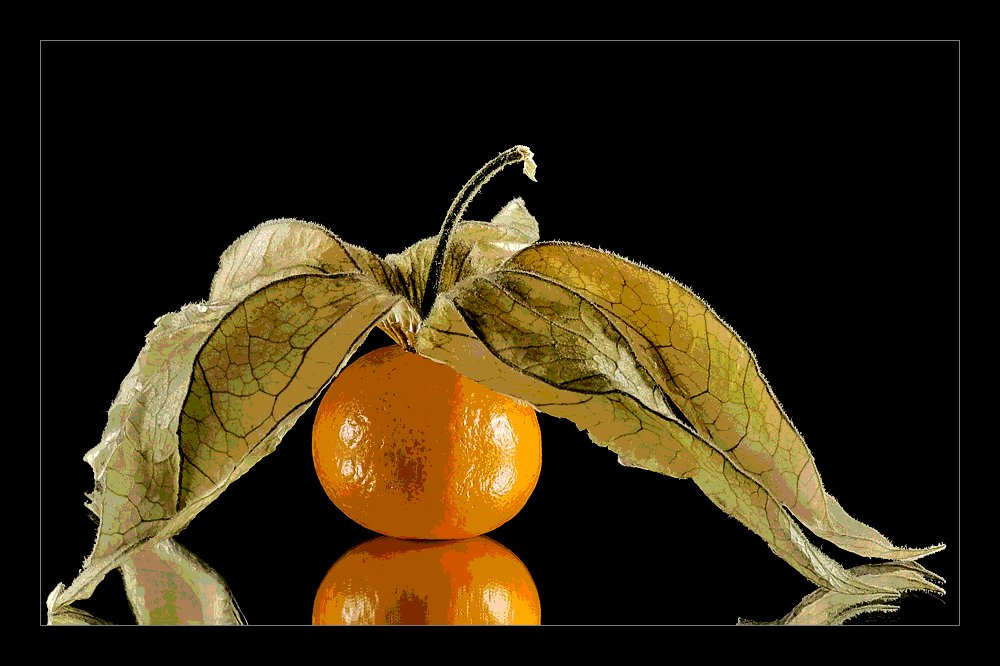
Fruto de Physalis peruviana (tomate-de-capucho), note-se o cálice persistente que rodeia o fruto.

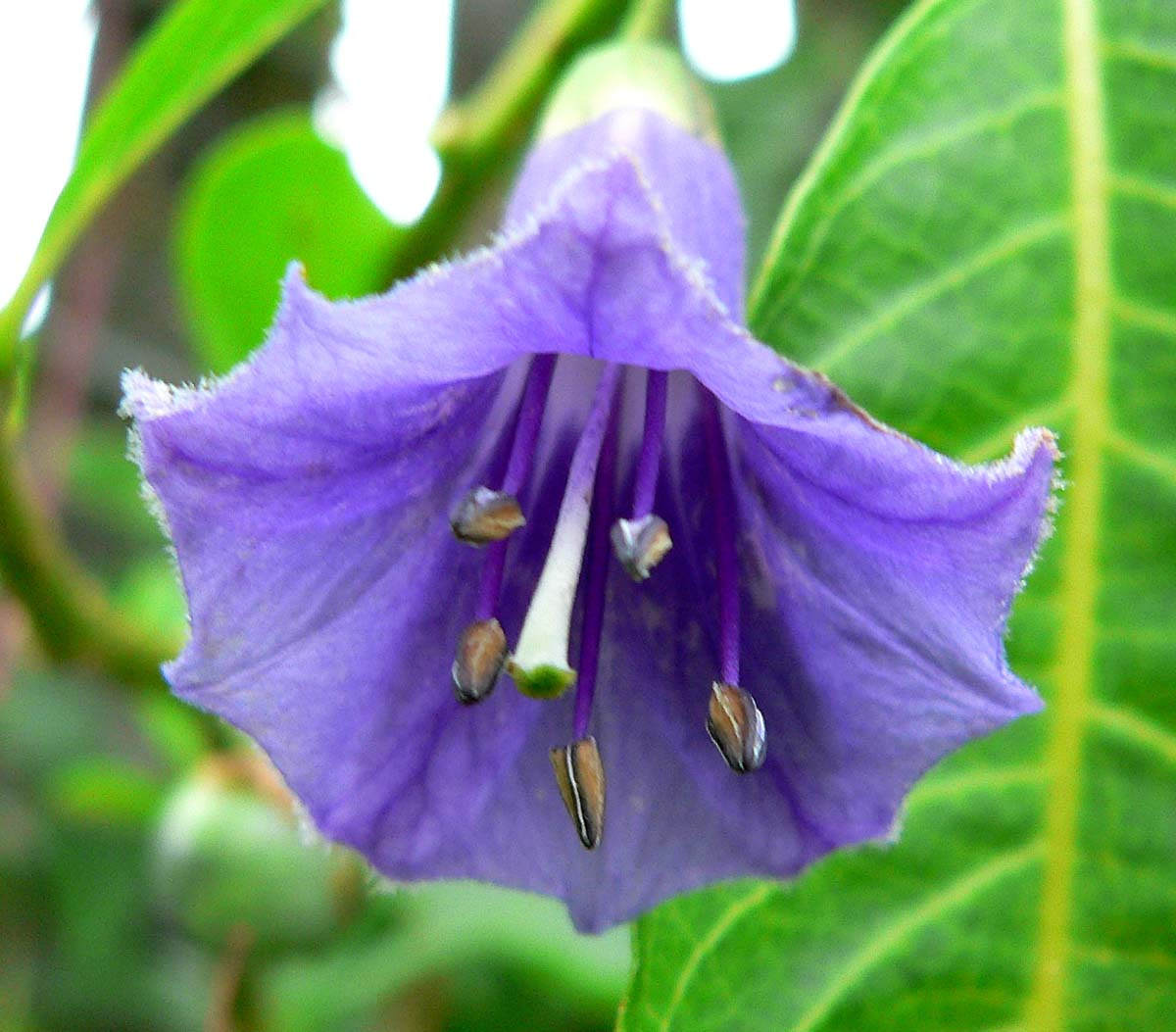
Flor de Iochroma australe.

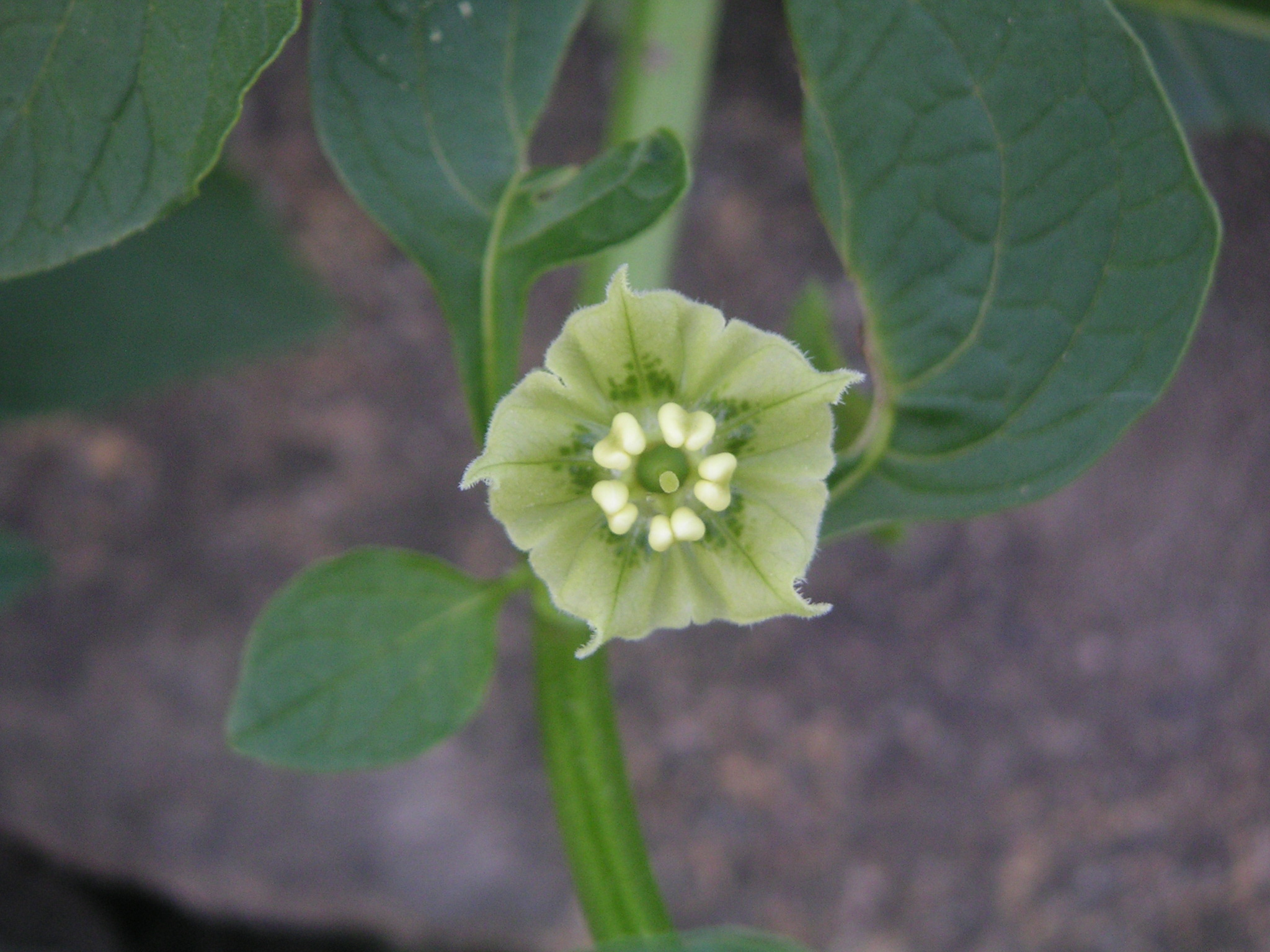
Flor de Jaltomata procumbens.

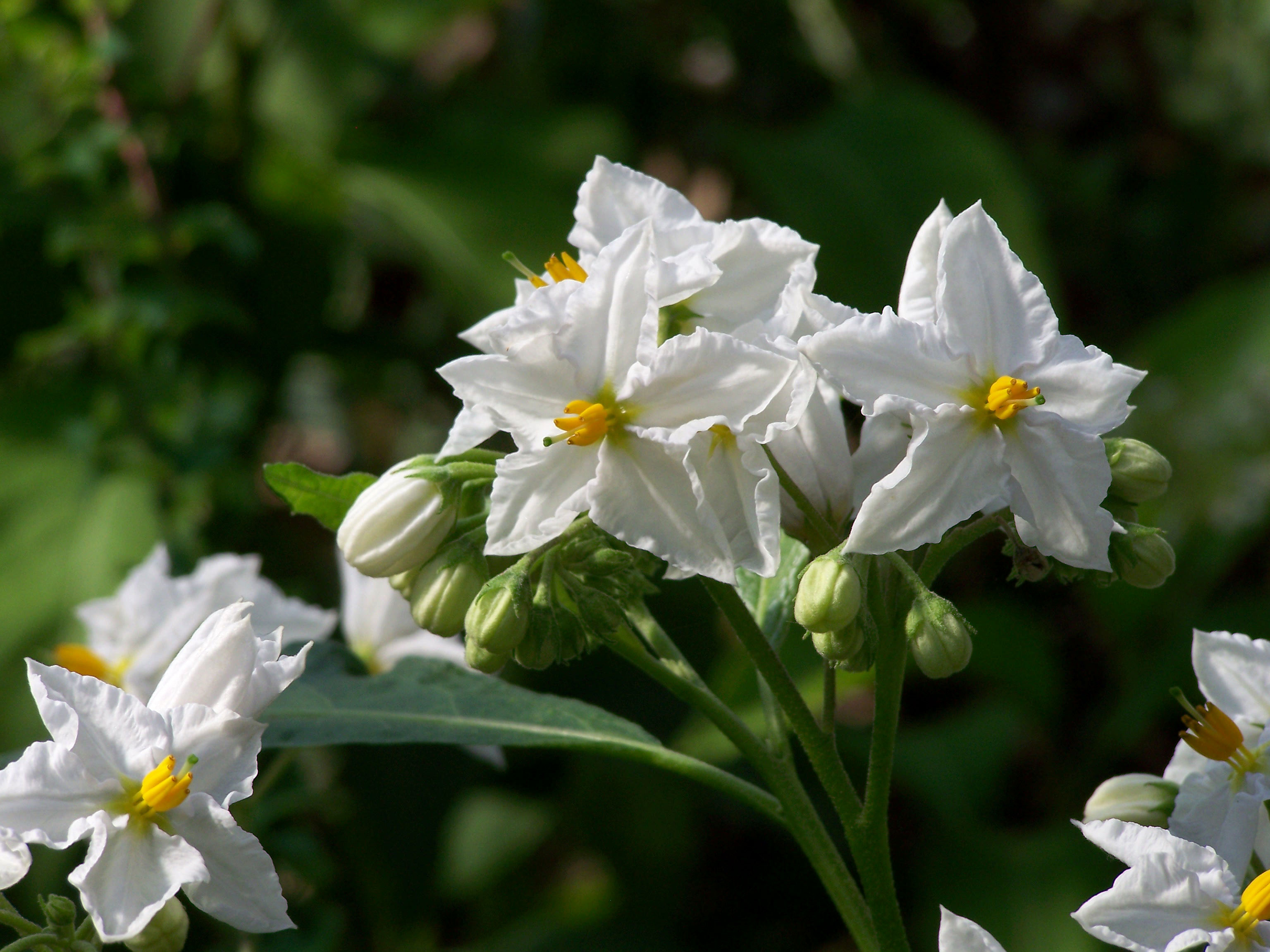
Flor de Solanum bonariense.

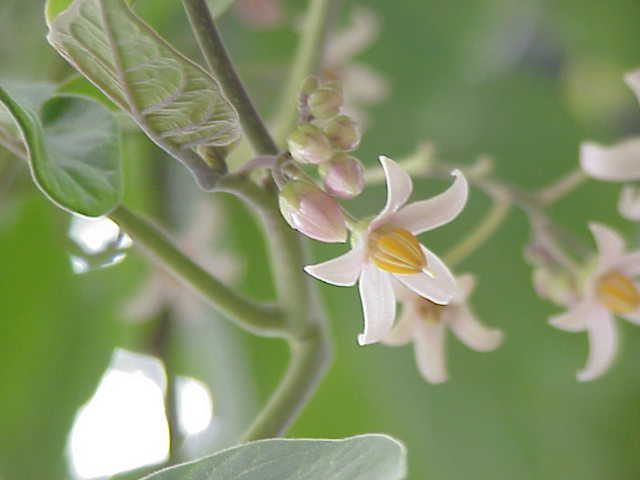
Flor de Solanum betaceum (=Cyphomandra betacea).

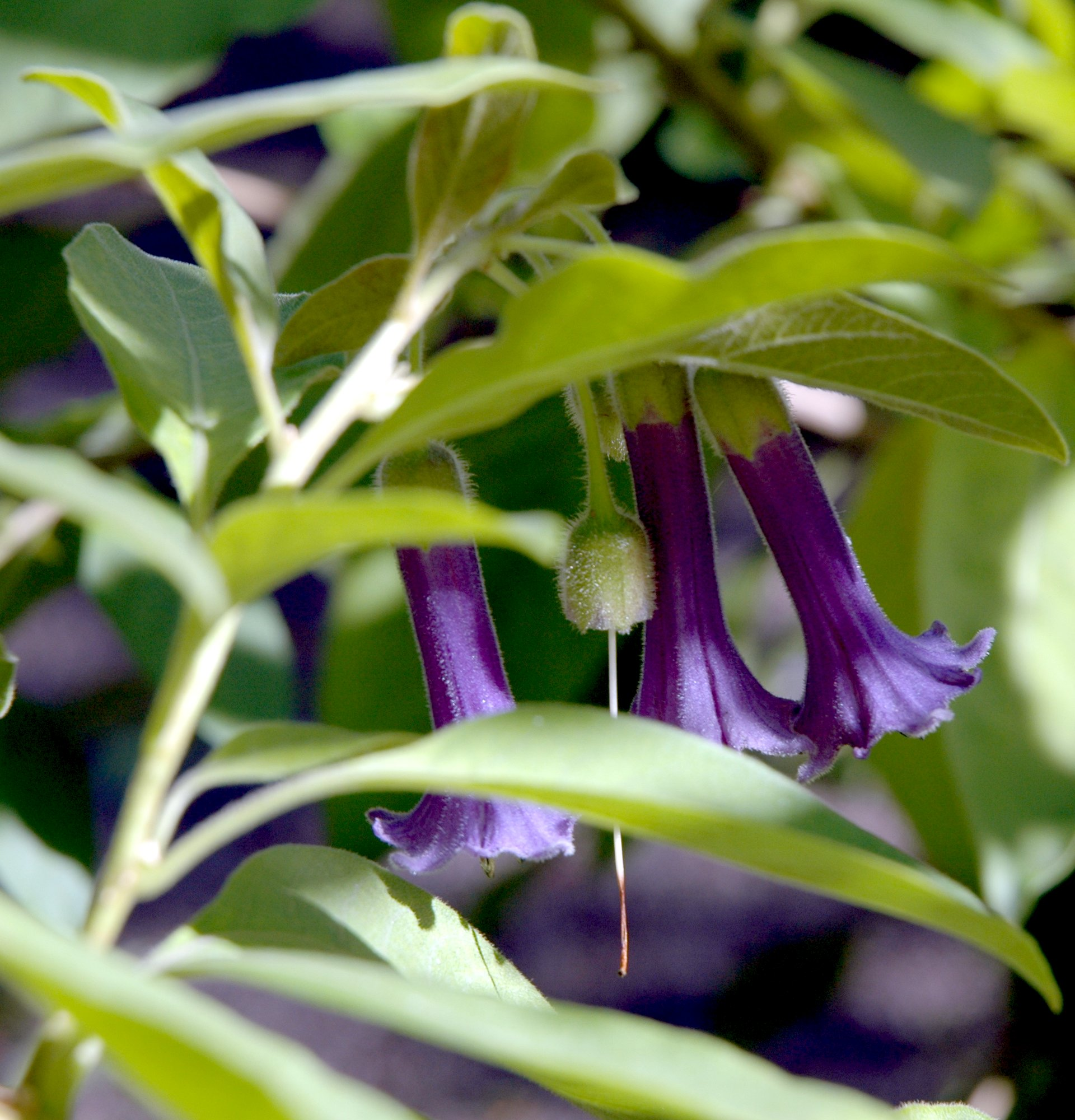
Flor de Acnistus arborescens.

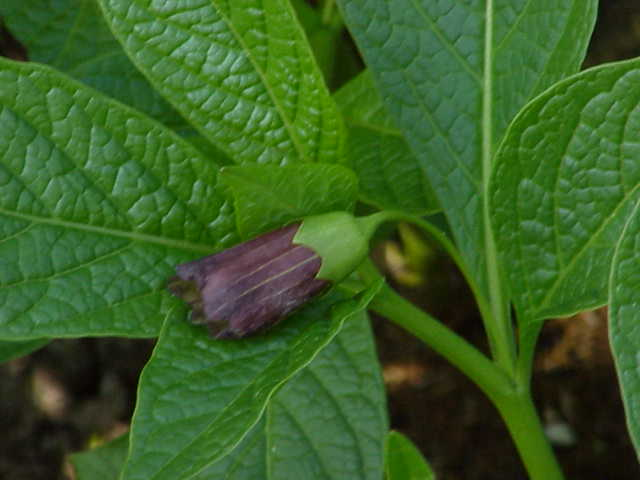
Flor de Scopolia carniolica.

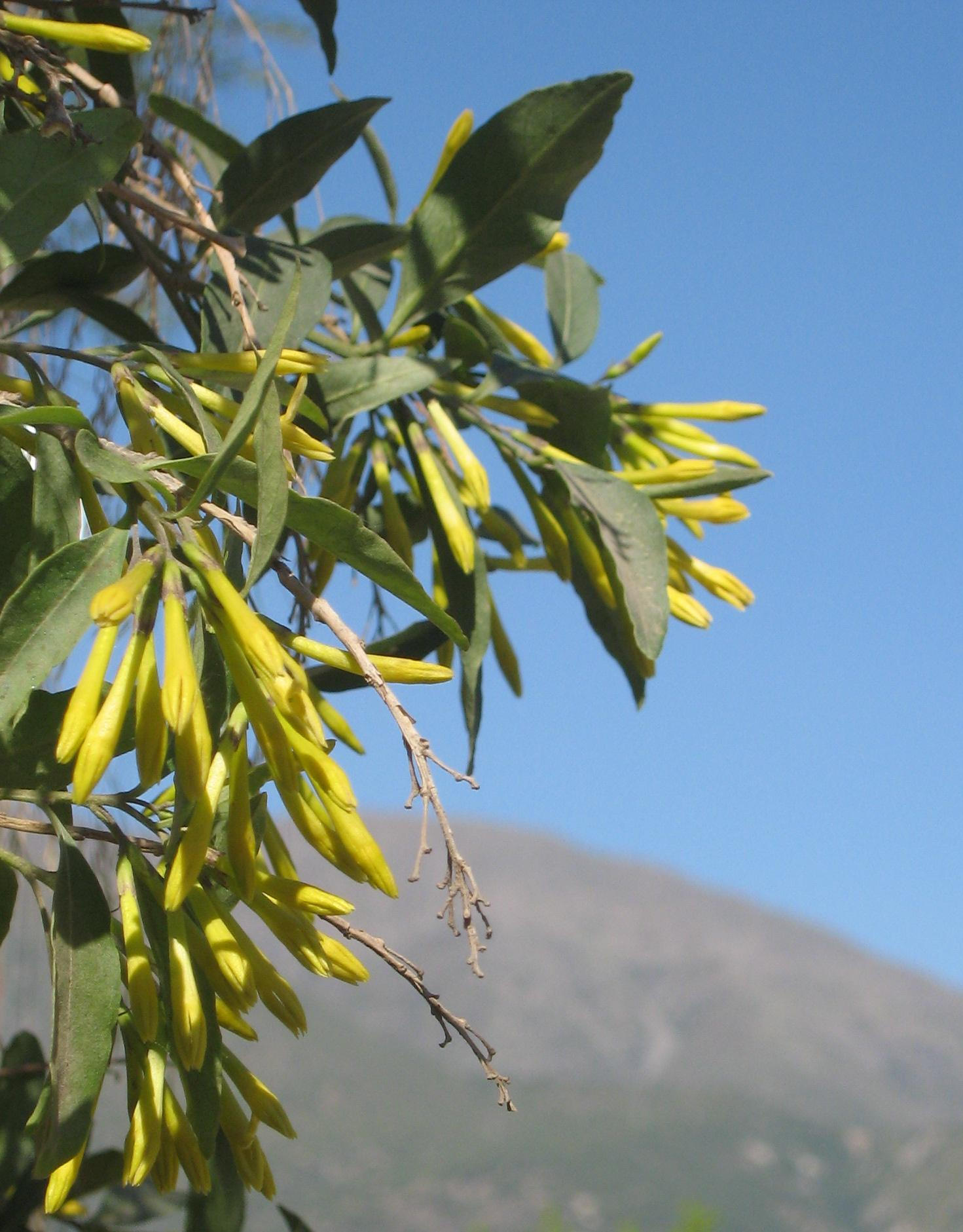
Flores e folhagem de Cestrum parqui.

A família Solanaceae apresenta grande complexidade taxonómica, estando subdividida em subfamílias e tribos. Os sistemas de classificação mais recentes dividem a família Solanaceae nas subfamílias: (1) Schizanthoideae; (2) Goetzeoideae; (3) Duckeodendroideae; (4) Cestroideae (ou Browallioideae); (5) Schwenkioideae; (6) Petunioideae; (7) Nicotianoideae; (8) Benthamielleae; e (9) Solanoideae.
O agrupamento de Petunioideae, Solanoideae e Nicotianoideae é bem suportado devido às suas similaridades morfológicas e filogenéticas, no entanto é possível construir uma árvore filogenética em que logo abaixo do clado que inclui Solanoideae e Nicotianoideae ocorre uma politomia de Petunioideae, Cestroideae e Schwenkioideae. Nesse caso, o género Schwenkia é considerado o grupo irmão do clado. Também foram obtidos dados que permitem esclarecer as relações filogenéticas que aproximam Solanaceae e Schizanthus. Esse grupo, por sua vez, permanece fortemente associado a Nicandra. Dessa forma, Schwenkia está fracamente ligado à subfamília Cestroideae.
Um clado constituído pela subfamília Goetzioideae inclui o género Duckeodendron como grupo irmão, mesmo que com pouco suporte. De acordo com estudos recentes Schizanthoideae inclui Goetzioideae e Duckeodendron, que por sua vez incluem Cestroideae e Benthamiella. Entretanto, as relações melhor suportadas são entre Petunioideae e Nicotianoideae, pois não se sabe se o género Benthamiella deve ser incluído. Em outras árvores filogenéticas, Schwenkioideae é apresentado como grupo irmão da família, na qual são incluídas apenas as subfamílias Nicotianoideae e Solanoideae.
Com base nos estudos mais recentes de sistemática molecular da família, a seguinte lista apresenta uma sinopse taxonómica completa das solanáceas, incluindo subfamílias, tribos e géneros:

### Subfamília Cestroideae (sin. de Browallioideae)
Subfamília caracterizada pela presença de fibras pericíclicas, androceu com 4 ou 5 estames, frequentemente didínamos. Os números cromossómicos básicos são muito variáveis, desde x=7 até x=13. A subfamília compreende 8 géneros (divididos em 3 tribos) e aproximadamente 195 espécies distribuídas nas Américas. O género Cestrum é o mais importante no que respeita ao número de espécies, já que inclui 175 das 195 espécies da subfamília. A tribo Cestreae apresenta a particularidade de incluir táxons com cromossomas longos (de 7,21 a 11,51 µm de comprimento), quando o resto da família, em geral, apresenta cromossomas curtos (como por exemplo 1,5 a 3,52 µm de comprimento em Nicotianoideae).
- Tribo Browallieae Hunz. (1995):
  - Browallia L. (1754), género com 6 espécies distribuídas nos neotrópicos estendendo-se para norte até ao Arizona (Estados Unidos);
  - Streptosolen Miers (1850), género monotípico nativo dos Andes;
- Tribo Cestreae Don (1838), compreende 3 géneros de plantas lenhosas, geralmente arbustivas:
  - Cestrum L. (1753), compreende cerca de 175 espécies distribuídas nos neotrópicos;
  - Sessea Ruiz & Pav. (1794), género com 16 espécies dos Andes;
  - Vestia Willd. (1809), género monotípico do Chile.
- Tribo Salpiglossideae (Benth.) Hunz., inclui 2 géneros e 6 espécies endémicas da Argentina e Chile:
  - Reyesia Gay (1840), com 4 espécies, distribuídas na Argentina e Chile;
  - Salpiglossis Ruiz & Pav. (1794), com duas espécies originárias da América do Sul austral.

### Subfamília Goetzeoideae
Subfamília caracterizada por apresentar fruto em drupa e sementes com embriões curvos com cotilédones grandes e carnosos. O número cromossómico básico é x=13. Inclui 4 géneros e 5 espécies que se distribuem pelas Grandes Antilhas. Com base em dados moleculares, alguns autores incluem dentro desta subfamília os géneros monotípicos Tsoala Bosser & D'Arcy (1992), endémico de Madagáscar, e Metternichia do sudeste do Brasil. Goetzeaceae Airy Shaw é considerado um sinónimo taxonómico desta subfamília.
- Coeloneurum Radlk. (1890), género monotípico endémico de La Española;
- Espadaea Rchb. (1850), com uma única espécie de Cuba;
- Goetzea Wydler (1830), inclui duas espécies das Antilhas;
- Henoonia Griseb. (1866), género com uma única espécie oriunda de Cuba.

### Subfamília Petunioideae
A sistemática molecular indica que Petunioideae é o clado irmão das subfamílias com número cromossómico x=12 (Solanoideae e Nicotianoideae). As espécies desta subfamília apresentam calisteginas, um alcaloide do tipo dos tropanos. O androceu é formado por 4 estames (raramente 5), usualmente de dois comprimentos diferentes. Os números cromossómicos básicos nesta subfamília podem ser x=7, 8, 9 e 11. Compreende 13 géneros e cerca de 160 espécies, distribuídas pela América Central e pela América do Sul. Com base em dados moleculares, alguns autores consideram que os géneros oriundos da Patagónia Benthamiella, Combera e Pantacantha formam um clado com categoria de tribo (Benthamielleae) que se integrar na subfamília Goetzeoideae.
- Benthamiella Speg. (1883), inclui 12 espécies nativas da Patagónia;
- Bouchetia Dunal (1852), com 3 espécies neotropicais;
- Brunfelsia L. (1753), género com cerca de 45 espécies que se distribuem pelos neotrópicos;
- Combera Sandwith (1936), género com dos espécies patagónicas;
- Fabiana Ruiz & Pav. (1794), género que inclui 15 espécies nativas dos Andes;
- Hunzikeria D'Arcy (1976), compreende 3 espécies do sudoeste dos Estados Unidos e do México;
- Latua  Phil. (1858), com uma única espécie nativa do sul do Chile;
- Leptoglossis Benth. (1845), género com 7 espécies do oeste da América do Sul;
- Nierembergia Ruiz & Pav. (1794), abarca 21 espécies sul-americanas;
- Pantacantha Speg. (1902), género monoespecífico da Patagónia;
- Calibrachoa Cerv. ex La Llave & Lex., com 32 espécies neotropicais. Considerou-se, apoiado sobre os datos morfológicos, que este género deveria ser incluído dentro de Petunia. Não obstante, a evidência molecular e citogenética indica que ambos devem manter-se separados. De facto, Calibrachoa apresenta um número básico de cromossomas x=9, enquanto que Petunia tem x=7;[25][26]
- Petunia  (Juss.) Wijsman (1803), com 18 espécies sul-americanas;
- Plowmania Hunz. & Subils (1986), género monotípico do México e da Guatemala.

### Subfamília Schizanthoideae
Agrupa plantas herbáceas anuais ou bianuais, com alcaloides tropanos, sem fibras pericíclicas, com pelos e grãos de pólen característicos. As flores são zigomorfas. O androceu apresenta 2 estames e 3 estaminódios, a deiscência das anteras é explosiva. O embrião é curvo. O número cromossómico básico é x=10. Schizanthus é um género bastante atípico dentro das solanáceas, pelas flores fortemente zigomorfas e pelo número cromossómico básico. Os dados morfológicos e moleculares indicam que Schizanthus é um género irmão das restantes solanáceas e que divergiu muito cedo do resto da família, provavelmente no Cretáceo tardio ou no  Terciário inferior, há cerca de 50 milhões de anos. A grande diversificação nos tipos de flores em Schizanthus resultou da adaptação das espécies deste género aos diferentes grupos de polinizadores existentes nos ecossistemas mediterrâneo, alpino de altura e desértico do Chile e áreas adjacentes da Argentina.
- Schizanthus Ruiz et Pav. (1794), compreende 12 espécies originárias do Chile.

### Subfamília Schwenckioideae
Inclui herbáceas anuais, com fibras pericíclicas, flores zigomorfas, androceu com 4 estames, didínamos ou com 3 estaminódios, o embrião recto e curto. O número cromossómico básico é x=12. Inclui 4 géneros e cerca de 30 espécies distribuídas pela América do Sul.
- Heteranthia Nees & Mart. (1823) , uma única espécie no Brasil;
- Melananthus Walp. (1850), inclui 5 espécies do Brasil, Cuba e Guatemala;
- Protoschwenckia Soler. (1898), género monotípico da Bolívia e Brasil. Segundo alguns estudos de sistemática molecular, este género tem uma posição taxonómica incerta dentro da subfamília;
- Schwenckia L. (1764), abarca 22 espécies distribuídas pelas regiões neotropicais da América.

### Subfamília Nicotianoideae
- Tribo Anthocercideae G.Don (1838). Esta tribo é endémica da Austrália e compreende 31 espécies distribuídas por 7 géneros. A sistemática molecular da tribo indica que que o agrupamento é o grupo irmão de Nicotiana, que os géneros Anthocercis, Anthotroche, Grammosolen e Symonanthus são monofiléticos, enquanto que Cyphanthera e Duboisia não o são (Crenidium é monotípico). Foi possível também inferir que alguns caracteres são derivados dentro da tribo, tais como os estames uniloculares, com opérculos semicirculares, flores ebracteoladas, e frutos em baga.[28]
  - Anthocercis Labill. (1806), 10 espécies, Austrália;
  - Anthotroche Endl. (1839), 4 espécies, Austrália;
  - Crenidium Haegi (1981), género monotípico, Austrália;
  - Cyphanthera Miers (1853), 9 espécies, Austrália;
  - Duboisia R.Br. (1810), 4 espécies, Austrália;
  - Gramnosolen Haegi (1981), 2 espécies, Austrália;
  - Symonanthus Haegi (1981), 2 espécies, Austrália.
- Tribo Nicotianeae Dum. (1827) 
  - Nicotiana L. (1754), género amplamente distribuído, com 52 espécies americanas, 23 australianas e uma africana.

### Subfamília Solanoideae
- Tribo Capsiceae Dumort (1827)
  - Capsicum L. (1753), género que inclui cerca de 31 espécies neotropicais;
  - Lycianthes (Dunal) Hassler (1917), com cerca de 200 espécies distribuídas nas Américas e na Ásia;
- Tribo Datureae G. Don (1838) é uma tribo que apresenta dois géneros perfeitamente diferenciados tanto a nível morfológico como molecular. Brugmansia inclui espécies arbóreas, enquanto que Datura compreende ervas ou arbustos. Este último género, por sua vez, está dividido em 3 secções: Stramonium, Dutra e Ceratocaulis.[29]
  - Brugmansia Persoon (1805), género que inclui 6 espécies dos Andes. (incl.: Methysticodendron Schult. (1955));
  - Datura L. (1753), com 11 espécies neotropicais.
- Tribo Hyoscyameae Endl. (1839)
  - Anisodus Link (1825), com 4 espécies da China, Índia e dos Himalaias;
  - Atropa L. (1753), inclui 3 espécies euroasiáticas;
  - Atropanthe Pascher (1909), género monotípico da China;
  - Hyoscyamus L. (1753), abarca cerca de 20 espécies distribuídas desde o Mediterrâneo até à China;
  - Physochlaina G. Don (1838), inclui 11 espécies euroasiáticas;
  -  Przewalskia Maxim. (1881) com uma única espécie da China;
  - Scopolia Jacq. (1764), género com distribuição disjunta, com uma espécie europeia e outra do Japão.
- Tribo Jaboroseae Miers (1849)
  - Jaborosa Juss. (1789), género que inclui 23 espécies sul-americanas.
- Tribo Solandreae Miers (1849)
  - Subtribo Juanulloinae: compreende 10 géneros de árvores e arbustos epifíticos com distribuição neotropical.[30] Alguns destes géneros (Dyssochroma, Merinthopodium e Trianaea) mostram uma clara dependência de várias espécies de morcegos tanto para a polinização como para a dispersão das sementes.[31]
    - Dyssochroma Miers (1849), com 2 espécies do sul do Brasil;
    - Ectozoma Miers (1849);
    - Hawkesiophyton Hunz. (1977);
    - Juanulloa Ruiz et Pav. (1794), com 11 espécies da América do Sul e Central;
    - Markea Rich.(1792) género que abarca 9 espécies de América do Sul e América Central;
    -  Merinthopodium J. Donn. Sm. (1897) inclui 3 espécies oriundas da América do Sul;
    -  Rahowardiana D'Arcy (1973);
    - Schultesianthus Hunz. (1977), género que inclui 8 espécies neotropicais;
    - Trianaea Planch. et Linden (1853) com 6 espécies sul-americanas;

  - Subtribo Solandrinae, uma subtribo monotípica que difere de Juanulloinae pela presença de embriões com cotilédones incumbentes e ovário semi-ínfero.[30]
    - Solandra Sw. (1787), inclui 10 espécies de regiões neotropicais da América.
- Tribo Lycieae Hunz. (1977). Compreende 3 géneros de plantas lenhosas que crescem em climas áridos ou semiáridos. O género cosmopolita Lycium é o mais antigo da tribo e o que presenta a maior variabilidade morfológica.[32] Os estudos de sistemática molecular sugerem que tanto Grabowskia como Phrodus deveriam ser incluídos dentro de Lycium[33] e que este género junto com Nolana e Sclerophylax formariam um clado (Lyciina), o qual carece de momento de categoria taxonómica.[24] O tipo de fruto dominante em Lycium é uma baga, de coloração avermelhada, carnosa, dispersa por pássaros. Os diferentes tipos de frutos neste género evoluíram desde o tipo de baga antes mencionado até uma drupa com um reduzido número de sementes.[34]
  - Grabowskia Schltdl. (1832), 3 espécies sul-americanas;
  -  Lycium L. (1753), cosmopolita, inclui 83 espécies;
  - Phrodus Miers (1849), endémico do norte do Chile, inclui 2 espécies;
- Tribo Mandragoreae (Wettst.) Hunz. & Barboza (1995). Esta tribo monotípica não tem uma posição sistemática definida segundo sugerem os estudos de sistemática molecular.[24]
  - Mandragora L. (1753), duas espécies da Eurásia
- Tribo Nicandreae Wettst. (1891), é uma tribo com dois géneros sul-americanos. Os estudos de sistemática molecular indicam que ambos géneros não estão relacionados entre si e tampouco com outros géneros da família, pelo que a sua posição taxonómica é incerta.[24]
  - Exodeconus Raf. (1838), com 6 espécies do oeste da América do Sul.
  -  Nicandra Adans (1763), género com uma única espécies distribuída pelas regiões neotropicais.
- Tribo Nolaneae Rchb. (1837)
  - Nolana L. (1762) são herbáceas ou pequenos arbustos, na sua maioria de folhas suculentas, com flores muito vistosas, que vão desde o branco até vários tons de azul, com fruto do tipo esquizocarpo, o qual dá origem a várias nozes. Compreende 89 espécies distribuídas pelo oeste da América do Sul.
- Tribo Physaleae Miers (1849), é uma grande tribo que constitui o grupo irmão de Capsiceae.
  - Subtribo Iochrominae (Miers) Hunz. é um clado dentro da tribo Physaleae que compreende 37 espécies, principalmente distribuídas nos Andes, adscritas a 6 géneros. Os membros desta subtribo caracterizam-se por ser arbustos lenhosos ou pequenas árvores  com atractivas flores tubulares ou rotadas. Apresentam, também, uma grande diversidade floral cobrindo, de facto, a totalidade da variação existente na família. As suas flores podem ser vermelhas, alaranjadas, amarelas, verdes, azuis, purpúreas ou brancas. A forma da corola pode ser tubular a rotada, com uma variação de até 8 vezes no comprimento do tubo através das distintas espécies.[35]
    - Acnistus Schott (1829), com uma espécie distribuída pelos neotrópicos.
    - Dunalia Kunth. (1818), que inclui 5 espécies de los Andes.
    -  Iochroma Benth. (1845), género com 24 espécies dos Andes.
    - Saracha Ruiz et Pav. (1794), que inclui 2 espécies dos Andes.
    - Vassobia Rusby (1927), com duas espécies sul-americanas.
    -  Eriolarynx Hunz.(2000), género que presenta 3 espécies da Argentina e Bolívia.

  - Subtribo Physalinae (Miers) Hunz. (2000). É uma subtribo monofilética que compreende 10 géneros e inclui ervas ou arbustos lenhosos com flores solitárias, axilares, amarelas, brancas ou purpúreas que são polinizadas por abelhas. Uma vez que a polinização ocorra, a corola é caduca e o cálice expande-se até cobrir por inteiro à baga que está em desenvolvimento (o cálice diz-se acrescente). Em muitas espécies, o cálice se torna amarelo ou alaranjado na maturidade. As bagas, com muitas sementes, são de coloração verdosa a amarelo-alaranjada, frequentemente com reflexos vermelhos ou púrpuras.[36]
    - Brachistus Miers (1849), com 3 espécies de México e América Central.
    -  Chamaesaracha (A.Gray) Benth. et Hook. (1896), compreende 10 espécies do México e América Central.
    -  Leucophysalis Rydberg (1896), inclui 3 espécies do Sudoeste dos Estados Unidos e de México.
    -  Margaranthus Schlecht. (1830), com uma espécie mexicana.
    -  Oryctes S. Watson (1871), género monotípico do sudoeste dos Estados Unidos.
    - Quincula Raf. (1832) com uma única espécie no sudoeste dos Estados Unidos e de México.
    - Physalis L. (1753), o género mais numeroso da subtribo, com 85 espécies distribuídas pelas regiões tropicais das Américas e uma espécie na China continental.
    - Witheringia L' Heritier (1788), género com 15 espécies das regiões neotropicais.
    -  Tzeltalia, género segregado de Physalis, com duas espécies distribuídas pelo México e Guatemala.
    -  Darcyanthus, género com uma única espécie, oriunda da Bolívia e Perú.

  - Subtribo Salpichroinae, é uma subtribo de Physaleae que inclui 16 espécies americanas distribuídas em dois géneros:
    - Nectouxia Kunth. (1818), género monotípico e endémico do México.
    - Salpichroa Miers (1845), género com 15 espécies dos Andes e outras regiões da América do Sul.

  - Subtribo Withaninae, é uma subtribo de Physaleae com uma ampla distribuição, inclui 9 géneros:
    - Archiphysalis Kuang (1966), com 3 espécies na China e Japão.
    -  Athenaea Sendtn. (1846), que inclui 7 espécies do Brasil.
    - Aureliana Sendt. (1846), com 5 espécies da América do Sul.
    - Melissia Hook. f. (1867), género monotípico da ilha de Santa Helena.
    - Physalisastrum Makino (1914), com 9 espécies asiáticas.
    - Tubocapsicum (Wettst.) Makino (1908), com uma única espécie, endémica da China.
    -  Withania Pauq.(1825), com 10 espécies nativas das ilhas Canárias, África e Nepal.
    -  Cuatresia Hunz. (1977), com 11 espécies neotropicais. Os estudos moleculares indicam que este género, conjuntamente com Deprea e Larnax, ocupa uma posição taxonómica incerta.[24]
    -  Deprea Raf. (1838), com 6 espécies neotropicais.
    -  Larnax Miers (1849), considerado frequentemente como um sinónimo taxonómico de Deprea, abarca 22 espécies nativas dos Andes.
- Tribo Solaneae (1852). Os géneros Cyphomandra Sendtn. (1845), Discopodium Hochst. (1844), Normania Lowe (1872), Triguera Cav. (1786) Lycopersicum Mill foram transferidos para o género Solanum. A subtribo, em resultado, ficou composta por dois géneros:[24]
  -     - Jaltomata Schltdl. (1838), que inclui 50 espécies neotropicais.
    - Solanum L. (1753), o género mais numeroso da família e um dos mais amplos das angiospermas, com 1328 espécies distribuídas por todo o mundo.

Incertae sedis
- Géneros com posição taxonómica duvidosa (incertae sedis)

Os seguintes géneros todavia não se encontram atribuídos a qualquer das subfamílias reconhecidas de solanáceas (estão em 'incertae sedis).
- Duckeodendron Kuhlmannb (1925), género monoespecífico da selva amazónica.
- Parabouchetia Baillon (1888)
- Pauia Deb. & Dutta (1965)

### Géneros e distribuição de espécies
As solanáceas compreendem 98 géneros e cerca 2700 espécies. Não obstante, essa imensa riqueza de espécies não está uniformemente distribuída entre todos os géneros. Assim, os 8 géneros mais importantes da família concentram mais de 60 % das espécies, como se mostra na tabela seguinte. De facto, unicamente Solanum, o género que tipifica a família, inclui quase 50 % da totalidade das espécies de solanáceas.
| Género                                 | Número aproximado de espécies |
| -------------------------------------- | ----------------------------- |
| Solanum                                | 1330                          |
| Lycianthes                             | 200                           |
| Cestrum                                | 150                           |
| Nolana                                 | 89                            |
| Physalis                               | 85                            |
| Lycium                                 | 85                            |
| Nicotiana                              | 76                            |
| Brunfelsia                             | 45                            |
| Número estimado de espécies na família | 2700                          |

### Géneros
A família Solanaceae possui cerca 150 géneros reconhecidos atualmente.
- Acnistus
- Anisodus
- Anthocercis
- Anthotroche
- Archihyoscyamus
- Archiphysalis
- Athenaea
- Atrichodendron
- Atropa
- Atropanthe
- Aureliana
- Benthamiella
- Bouchetia
- Brachistus
- Browallia
- Brugmansia
- Brunfelsia
- Calibrachoa
- Capsicum
- Cestrum
- Chamaesaracha
- Coeloneurum
- Combera
- Crenidium
- Cuatresia
- Cyphanthera
- Cyphomandra
- Darcyanthus
- Datura
- Deprea
- Discopodium
- Duboisia
- Duckeodendron
- Dunalia
- Dyssochroma
- Eriolarynx
- Espadaea
- Exodeconus
- Fabiana
- Goetzea
- Grabowskia
- Grammosolen
- Hawkesiophyton
- Hebecladus
- Herschelia
- Heteranthia
- Hunzikeria
- Hyoscyamus
- Iochroma
- Jaborosa
- Jaltomata
- Juanulloa
- Larnax
- Latua
- Leptoglossis
- Leucophysalis
- Lycianthes
- Lycium
- Lycopersicon
- Mandragora
- Margaranthus
- Markea
- Melananthus
- Merinthopodium
- Metternichia
- Meyenia
- Nectouxia
- Nicandra
- Nicotiana
- Nierembergia
- Nolana
- Normania
- Nothocestrum
- Nycterium
- Oryctes
- Pantacantha
- Panzeria
- Petunia
- Phrodus
- Physaliastrum
- Physalis
- Physochlaina
- Pionandra
- Plowmania
- Protoschwenkia
- Przewalskia
- Quincula
- Rahowardiana
- Reyesia
- Salpichroa
- Salpiglossis
- Saracha
- Schizanthus
- Schultesianthus
- Schwenckia
- Sclerophylax
- Scopolia
- Sessea
- Sicklera
- Siphonema
- Solandra
- Solanum
- Streptosolen
- Swartsia
- Swartzia
- Symonanthus
- Trianaea
- Triguera
- Tsoala
- Tubocapsicum
- Tzeltalia
- Vassobia
- Vestia
- Withania
- Witheringia

## Importância económica

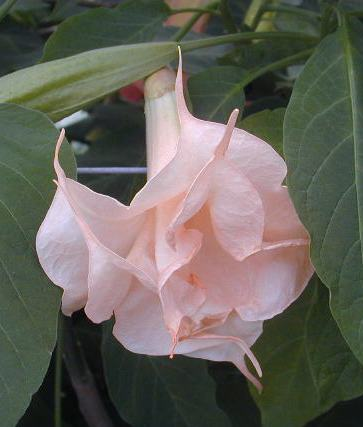
Flor rosa de Brugmansia.

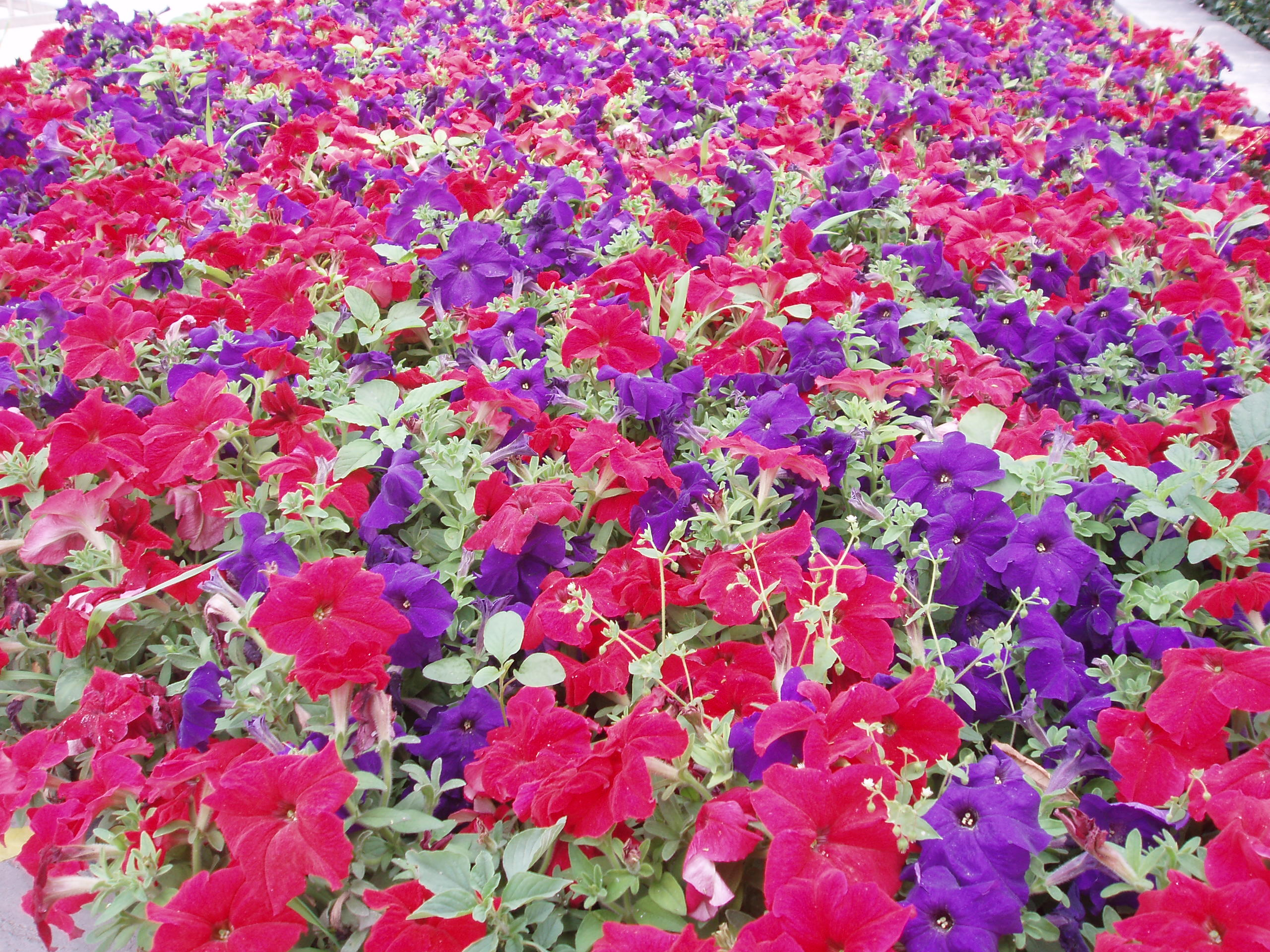
Petunia hybrida, uma herbácea anual muito popular em jardinagem.

Entre as solanáceas contam-se espécies alimentícias tão importantes como a batata (Solanum tuberosum), o tomate (Solanum lycopersicum), o chili e o pimento (Capsicum annuum) ou a beringela (Solanum melongena). Nicotiana tabacum, originária das Américas, é cultivada em todo o mundo para produzir tabaco.
Muitas solanáceas são plantas infestantes importantes em várias partes do mundo. A sua importância radica-se em poderem ser hospedeiros de pragas ou enfermidade das culturas e, por isso, a sua presença incrementa as perdas de rendimento ou qualidade do produto recolhido. Exemplo disso são Acnistus arborescens e Browalia americana como hospedeiras de tisanópteros que causam danos às culturas próximas, e certas espécies de Datura como hospedeiras de vários tipos de vírus que se transmitem às solanáceas cultivadas.
Algumas espécies de infestantes, como por exemplo Solanum mauritianum na África do Sul, apresentam problemas ecológicos e económicos tão graves que estão a ser realizando estudos tendentes a conseguir o controlo biológico dessas espécies mediante o uso de insectos.
Várias espécies arbóreas ou arbustivas de solanáceas são cultivadas como ornamentais. Alguns exemplos são Brugmansia × candida ("trompeta-de-anjo"), cultivada pelas suas grandes flores pêndulas com forma de trombeta, Brunfelsia latifolia, cujas flores muito fragantes mudam de coloração desde o violeta ao blanco num período de 3 dias. Outras espécies arbustivas cultivadas pelas suas flores atractivas são Lycianthes rantonnetii (jasmim-do-paraguai) de flores azul-violeta, Nicotiana glauca ("tabaco-silvestre") de flores amarelas. Outras espécies e géneros ornamentais de solanáceas são a petúnia (Petunia × hybrida), Lycium, Solanum, Cestrum, Calibrachoa × hybrida e Solandra. Já se obteve um híbrido entre Petunia e Calibrachoa (o qual constitui um novo notogénero denominado × Petchoa G. Boker & J. Shaw) que se comercializa como ornamental.
Muitas outras espécies, em particular as que produzem alcaloides, são utilizadas em farmacologia e medicina (Nicotiana, Hyoscyamus e Datura).

### Uso das solanáceas em genómica
Muitas espécies da família, entre elas o tabaco e o tomate, servem como organismo modelo para a investigação de questões biológicas básicas. Um de tais aspetos, a genómica das solanáceas, é um projecto internacional que intenta responder a questões de como pode um mesmo conjunto comum de genes ou proteínas a dar origem a organismos morfológica e ecologicamente tão diferenciados entre si como são as solanáceas. Um primeiro grande objetivo deste projecto foi sequenciar o genoma do tomate. Para tal, cada um dos 12 cromossomas do genoma haploide do tomate foi atribuído a diferentes centros de sequenciação em diferentes países. No caso, os cromossomas 1 e 10 foram para os Estados Unidos, o 3 e o 11 para a China, o 2 para a Coreia, o 4 para o Reino Unido, o 5 para a Índia, o 7 para a França, o 8 para o Japão, o 9 para Espanha e o 12 para a Itália. A sequenciação do genoma mitocondrial foi responsabilidade de instituições da Argentina e o genoma do cloroplasto foi entregue à União Europeia.

## Distribuiçãono Brasil
Solanaceae  é  nativa do Brasil, porém não endêmica. Foi registrada  sua ocorrência nos Estados do  Acre,  Amazonas, Amapá, Pará, Rondônia, Roraima, Tocantins  (região Norte),  Alagoas, Bahia, Ceará,  Maranhão, Paraíba, Pernambuco, Piauí, Rio Grande  do Norte, Sergipe (região  Nordeste), Distrito Federal, Goiás,  Mato Grosso do Sul, Mato Grosso (região Centro-oeste),  Espírito Santo, Minas Gerais, Rio de Janeiro, São Paulo (região Sudeste),  Paraná, Rio Grande  do Sul e Santa  Catarina (região Sul). Os principais domínios  em  que Solanaceae  foi  registrada foram:  Floresta Amazônica  (ex: Brunfelsia amazonica  M.), Caatinga (ex: Physalis pruinosa L.), Cerrado  (ex:  Brunfelsia rupestres  P.), Mata Atlântica  (ex:  Acnistus arborescens S.), Pampas  (ex: Dyssochroma  longipes  M.) e  Pantanal (ex:  Solanum multispinum  N.E.Br.). Os tipos de vegetação em que essa família foi registrada foram: Área Antrópica, Campinarana, Campo de Altitude, Campo de Várzea, Campo Limpo, Campo Rupestre, Carrasco, Galerias, Floresta de Igapó, Floresta de Terra Firme, Floresta de Várzea, Floresta Estacional Decidual, Floresta Estacional Semidecidual, Floresta Ombrófila, Palmeiral, Restinga, Savana Amazônica, Vegetação Aquática e Vegetação sobre Afloramentos Rochosos.